# Los Montesinos
Los Montesinos è un comune spagnolo situato nella comunità autonoma Valenciana.